# Raionul Franzfeld, județul Ovidiopol
Raionul Franzfeld a fost unul din cele patru raioane ale județului Ovidiopol din Guvernământul Transnistriei între 1941 și 1945.

## Istoric
Primele date despre locuitorii satului Franzfeld provin din 1805, satul fiind construit de către imigranții germani pontici.

## Geografie
Raionul Franzfeld se învecinează cu:
- raionul Ovidiopol (sud)

- raionul Odesa din județul omonim (nord și est)

- raionul Vigoda (nord)

- raionul Balaevca (nord și vest)